# Virachola malaya
Virachola malaya är en fjärilsart som beskrevs av Henry Maurice Pendlebury och Corbet 1933. Virachola malaya ingår i släktet Virachola och familjen juvelvingar. Inga underarter finns listade i Catalogue of Life.